# Покровська церква (Малий Самбір)
Церква Покрови пресвятої Богородиці — дерев'яний храм у селі Малий Самбір, Конотопського району, побудований у 1883 році.

## Історія
Дерев'яна церква побудована протягом 1883—1886 років. За радянських часів храм занепадав. В церкві відсутня дзвіниця.